# 天主教埼玉教區
天主教埼玉教區 （拉丁語：Dioecesis Saitamaensis）是日本一個羅馬天主教教區，屬東京總教區。主教為山野内倫昭。

## 歷史

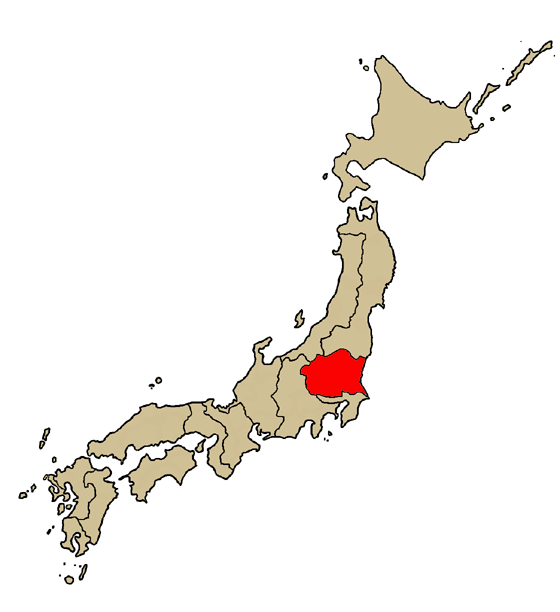
埼玉教區管轄範圍圖

1939年1月4日設監牧區。1957年12月16日升為浦和教區。2003年3月31日易名。

## 現況
教區範圍包括埼玉縣、群馬縣、茨城縣和栃木縣。2004年有教友90,463人（81%為外籍人士）、57個堂區、60名司鐸。教區主教為慈幼會士道明山內。